# يولاندا هاتاور
يولاندا هاتاور (بالإنجليزية: Yolanda Hightower) هي لاعب هوكي الحقل أمريكية، ولدت في 1961.

## وصلات خارجية
- يولاندا هاتاور على موقع أوليمبيديا (الإنجليزية)
- يولاندا هاتاور على موقع قاعة فرجينيا للمشاهير الرياضية (الإنجليزية)